# Marian Grendysa
Marian Grendysa (ur. 11 grudnia 1931 w Świlczy, zm. 26 kwietnia 2019) – polski działacz partyjny i państwowy, były I sekretarz Komitetu Powiatowego PZPR w Przeworsku, w latach 1975–1979 wicewojewoda przemyski.

## Życiorys
Syn Stanisława i Zofii. W 1950 wstąpił do Polskiej Zjednoczonej Partii Robotniczej, od 1950 do 1957 był etatowym działaczem partyjnym w strukturach Ludowego Wojska Polskiego. W latach 1966–1975 zajmował stanowisko sekretarza i I sekretarza Komitetu Powiatowego PZPR w Przeworsku, a w latach 1975–1976 był członkiem egzekutywy Komitetu Wojewódzkiego PZPR w Przemyślu. Od 1975 do 1979 pełnił funkcję wicewojewody przemyskiego. Był przewodniczącym komitetu rejsu dookoła świata Henryka Jaskuły.
Był współautorem rozdziału Przeworsk w Polsce Ludowej w publikacji Siedem wieków Przeworska pod redakcją Antoniego Kunysza (1974).
Został pochowany na Nowym Cmentarzu w Przeworsku.